# Yamm
A Yamm! egy magyar Twitter kliens és platform. 2009 novemberében indította el három fejlesztő, Biczó András, Liebig Zsolt, és Szegő Péter.

## Magyar Twitter Trendek
A Yamm! megmutatja a magyar twitterezőket és speciális szűrésekkel, leválogatásokkal segíti a magyar twitterezőket a kapcsolatépítésben és a Twitter kényelmes használatában. Fejlesztői szerint a Yamm!-ot elsősorban a magyar felület, az egyszerűség és a folyamatos fejlesztés miatt érdemes használni. A kliens egyik legfontosabb szolgáltatása a Trendek, ami a Twitter "Trending topics"-ának hazai megfelelője, vagyis azt mutatja meg, hogy akkor és ott milyen témákról twittelnek legtöbbet a magyar felhasználók.

## Felhasználók
A Yamm! algoritmus 2010. áprilisában közel 38 ezer Twitter felhasználót tekint magyarnak a név, a helyi adatok, a twittek nyelve, a kapcsolati hálózatok alapján.
A twittek számát tekintve a Yamm! a twitter.com és a TweetDeck után a harmadik legnépszerűbb kliens a magyar felhasználók között. Ha a felhasználók számát nézzük, akkor szintén a twitter.com és a TweetDeck vezet, harmadik helyen pedig a Yamm!, Tweetie, Echofon és Facebook osztoznak, naponta változik, hogy épp melyik kliens hányadik. Ezzel a magyar fejlesztésű kliensek között egyértelműen a legnépszerűbb a Yamm!

## A Yamm! speciális funkciói
- magyar trendek
- képes, videós válogatás
- magyar hírességek twittjeinek összegyűjtése
- twitt kereső
- teljes magyar Twitter folyamot is meg lehet nézni
- külön füleken mutatja a barátok twittjeit, a felhasználónak írt válaszokat és a privát üzeneteket. Mind a három fülön látszik, ha van új, olvasatlan twitt
- beépített bit.ly támogatás url-ek rövidítéséhez
- képek, videók megjelenítése
- előzmények kezelése, amivel a párbeszéd folyamok megnézhetők egy kattintással
- adott twittre írt válaszok összegyűjtése
- lájkolás (megmutatja azt is, hogy a felhasználó mely twittjeit lájkolták mások)
- térkép a geotag-elt twitteknél
- beküldött twittek geotag-elése